# Charleston, Illinois
Charleston är en stad (city) i Coles County, i delstaten Illinois, USA. Enligt United States Census Bureau har staden en folkmängd på 21 852 invånare (2011) och en landarea på 23,1 km². Charleston är huvudort i Coles County.